# Авињо (Варезе)
Авињо је насеље у Италији у округу Варезе, региону Ломбардија.
Према процени из 2011. у насељу је живело 42 становника. Насеље се налази на надморској висини од 420 м.